# Soroseris hirsuta
Soroseris hirsuta là một loài thực vật có hoa trong họ Cúc. Loài này được (J.Anthony) C.Shih miêu tả khoa học đầu tiên năm 1993.